# Џентлмен
Реч џентлмен (енгл. gentleman) означава човека који је лепо васпитан, има лепе манире и пристојно понашање. Ова реч користила се, пре свега, за људе који су се понашали у складу са одређеним правилима и који су поштовали бонтон. Када желимо да опишемо џентлмена, односно његово понашање, можемо да користимо реч господин.

## Појам џентлмен
Појам џентлмен користио се за означавање припадности племству и вишој класи, и подразумевао је поседовање одређеног кодекса понашања. Племићи су имали доста повластица јер су од рођења били на високом положају, али баш због тога имали су доста обавеза и одговорности, јер су морали да докажу да нису само племенити по пореклу, већ и по понашању и опхођењу према другим људима. За њих је, као посебне, истакнуте појединце важио строжи стандард лепог понашања. Морали су да покажу племенитост свог порекла, и да докажу да су заслужно бољи од других. Њих су морале да красе особине као што су: љубазност, пристојност, поштовање других људи, лепо опхођење према другима, а такође поред духовног и менталног, морали су да воде рачуна и о свом физчком изгледу. Морали су да имају посебно васпитање, да се истичу од других својим знањем, умећем и лепотом.
Један од многих филозофа који су се бавили питањима о васпитању био је Џон Лок. Истицао је како човек треба да се понаша, као и велики утицај васпитања.

## Биографија Џона Лока
Џон Лок је рођен 1632 године, а умро је 1704 године. Завршио је школу најпре у Весминстеру (1646—1653), а затим на Оксфорду (1653—1657) где је по завршетку студија остао као асистент за грчки језик и реторику, а касније за моралну филозофију. Џон Лок је био свестрана личност, прославио се углавном као филозофски писац. Своје радове почео је да обајављује у 57-ој години живота. Његова најпознатија дела су: Мисли о васпитању, Две распараве о грађанској влади, Писмо о толеранцији и др. Умро је у селу крај Лондона, где је мирно проживео последњих 13 година свог живота.

## Мисли о васпитању
Џон Лок почиње Мисли о васпитању цитатом: У здравом телу, здрав дух. Ова мисао истиче значај здравља и образовање духа. Он наводи да је брига о здрављу услов за људски рад и срећу. Тврди да су разлике у понашању резултат васпитања. Разум мора водити човека у решавању свих животних проблема. Деца се морају васпитавати још док су мала, јер тада су најпогоднија за развој правилних моралних вредности. Џентлмен код Лока неће имати пороке ако родитељи на време уоче штетност порока и благовремено их одстране. Односно, родитељи су много заслужни за то каква ће им деца бити, јер у колико их васпитавају правилно они ће бити добри људи, поштени и праведни, и у њиховом животу неће бити места за пороке. Он, такође, истиче важност дисциплине у образовању духа, јер само онај човек који је дисциплинован моћи ће да савлада своје жеље и побуде, увек ће разумно да поступа, најпре ће размисли о последицама, па тек онда радити онако како је најбоље за њега. Овакав човек вредеће много, и никада неће бити у опасности, јер он у себи носи добро утемељен кодекс понашања и зна шта је исправно, правилно и добро за њега.

## Даље читање
- Roetzel, Bernhard (2009). Gentleman: A Timeless Guide to Fashion (3rd изд.). Köln: h. f. Ullmann. ISBN 9780841608931. OCLC 501389868.